# 振動分光法
振動分光法（しんどうぶんこうほう）とは、測定対象に電磁波を照射し、透過（あるいは反射）光を分光することでスペクトルを得て、対象物の分子振動や格子振動、分子間振動などの特性を知る方法のことをいう。対象物の分子構造や状態を知るために使用される。

## 概要
かつて振動分光法といえば基準振動を扱う赤外分光法、ラマン分光法とほぼ同義であったが、近年では近赤外分光法や分子間振動を扱うテラヘルツ分光法も含めて構成される。短パルス光源の実用化に伴い、従来の手法では困難だった分析が可能になりつつある。